# 三池淵飛行場
三池淵飛行場（サムジヨンひこうじょう 朝鮮語: 삼지연비행장、英語: Samjiyon Airport、(IATA: YJS, ICAO: ZKSE)）は、朝鮮民主主義人民共和国両江道三池淵市に位置する軍民共用の空港である。白頭山天池から約32 km離れている。
民間では主に白頭山観光客の輸送に利用される。

## 空軍基地
三池淵飛行場には、朝鮮人民軍空軍第8航空師団に属する第8輸送連隊が駐留している。

## 施設
全長3300 m×幅60 mの滑走路、1本の誘導路から構成される。
滑走路の舗装強度が弱いため大型航空機は運航できず、その他の空港施設も不十分であるため中型航空機の運航にも制約がある。

## 運航路線

### 国内線
| 国     | 航空会社 | 都市       | 空港         |
| ------ | -------- | ---------- | ------------ |
| 北朝鮮 | 高麗航空 | 平壌直轄市 | 平壌国際空港 |